# De balneis puteolanis

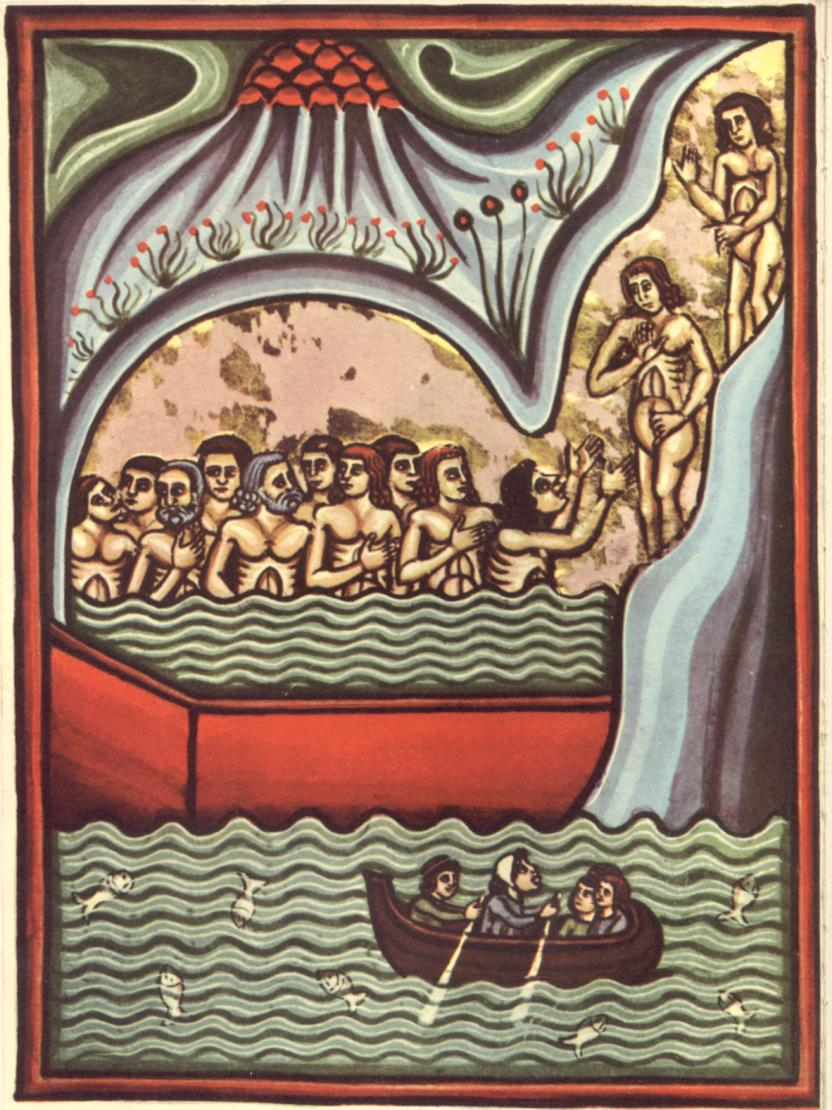
Miniature du manuscrit de De Balneis Puteolanis (Rome, Bibliothèque Angelica, Ms. 1474)

Les Bains de Pouzzoles
De balneis puteolanis (« Les Bains de Pouzzoles ») est un poème pédagogique en latin terminé en 1220, sur les vertus thérapeutiques des différents thermes de Pouzzoles. L'auteur, Pierre d'Éboli, le dédie à l'empereur Frédéric II par un poème. L'ouvrage est achevé à titre posthume. Il s'agit de la première œuvre connue en Europe sur l'application du thermalisme. Environ vingt-cinq ouvrages manuscrits du texte sont conservés dont douze sont enluminés.

## Contenu
Le poème pédagogique contient 37 épigrammes, chacun composés de six distiques. Le contenu montre clairement que l'auteur possédait de profondes connaissances médicales. Au total, 35 thermes différents de la région autour de Pouzzoles y sont décrits.
En raison de la forte augmentation de l'utilisation de stations thermales à l'époque, en particulier chez les médecins qui ont suivi la tradition de Claude Galien, l'œuvre a connu une large diffusion, et possède des traductions en napolitain et en français. 

## Les manuscrits
Le manuscrit original n'est pas conservé, mais il existe vingt-cinq copies, dont douze sont illustrées. Le plus ancien d'entre eux, daté des années 1250, est originaire de Naples et est actuellement conservé à la Bibliothèque Angelica à Rome (Ms.1474), illustré de 18 miniatures,. Certaines illustrations de ce manuscrit montrent une similitude avec des images de la section appelée « Anatomie » du Manuscrit de Voynich et aurait pu servir de modèle pour ce dernier,.

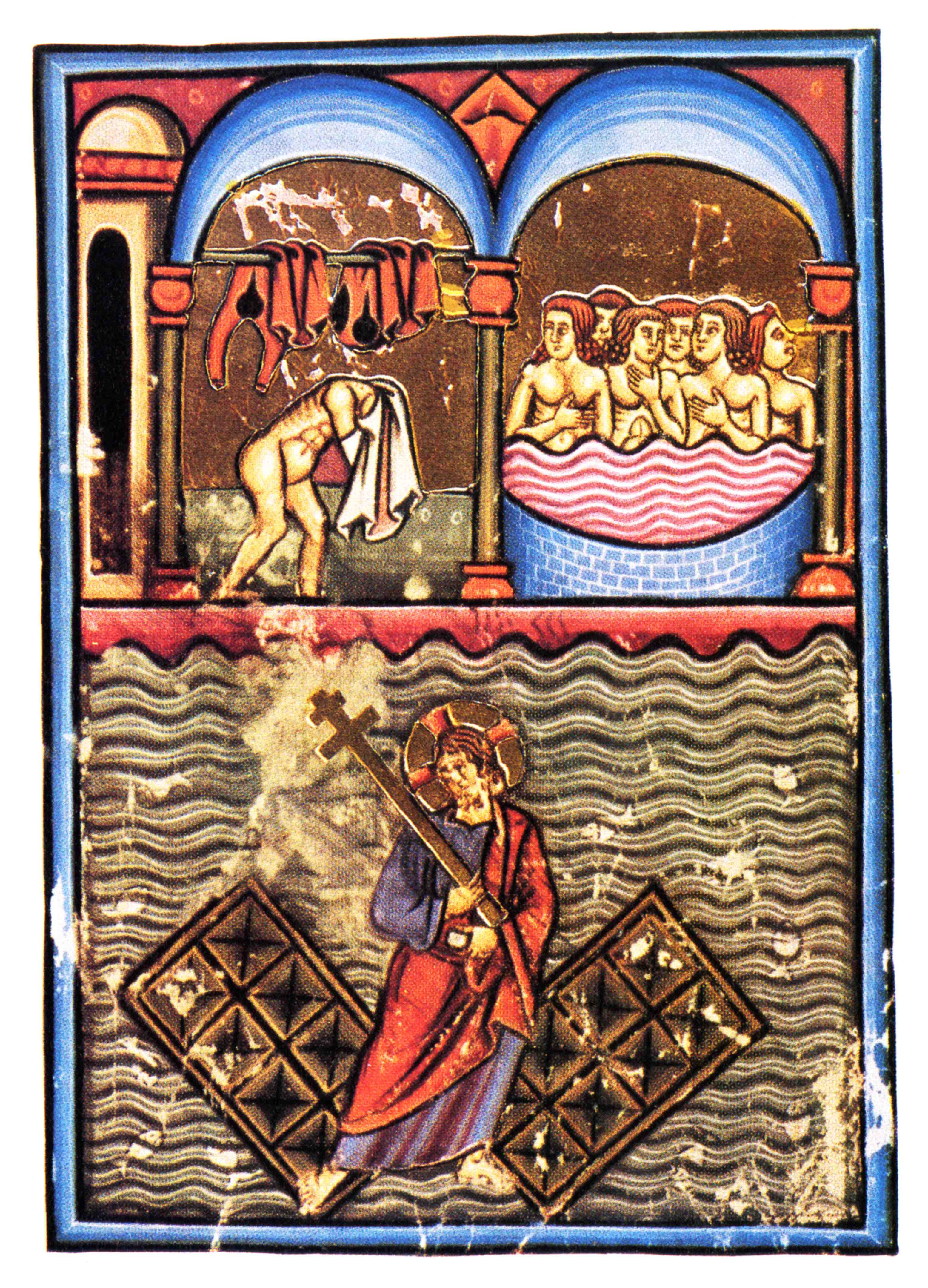
Manuscrit de Rome, Codex Angelico Ms. 1474.
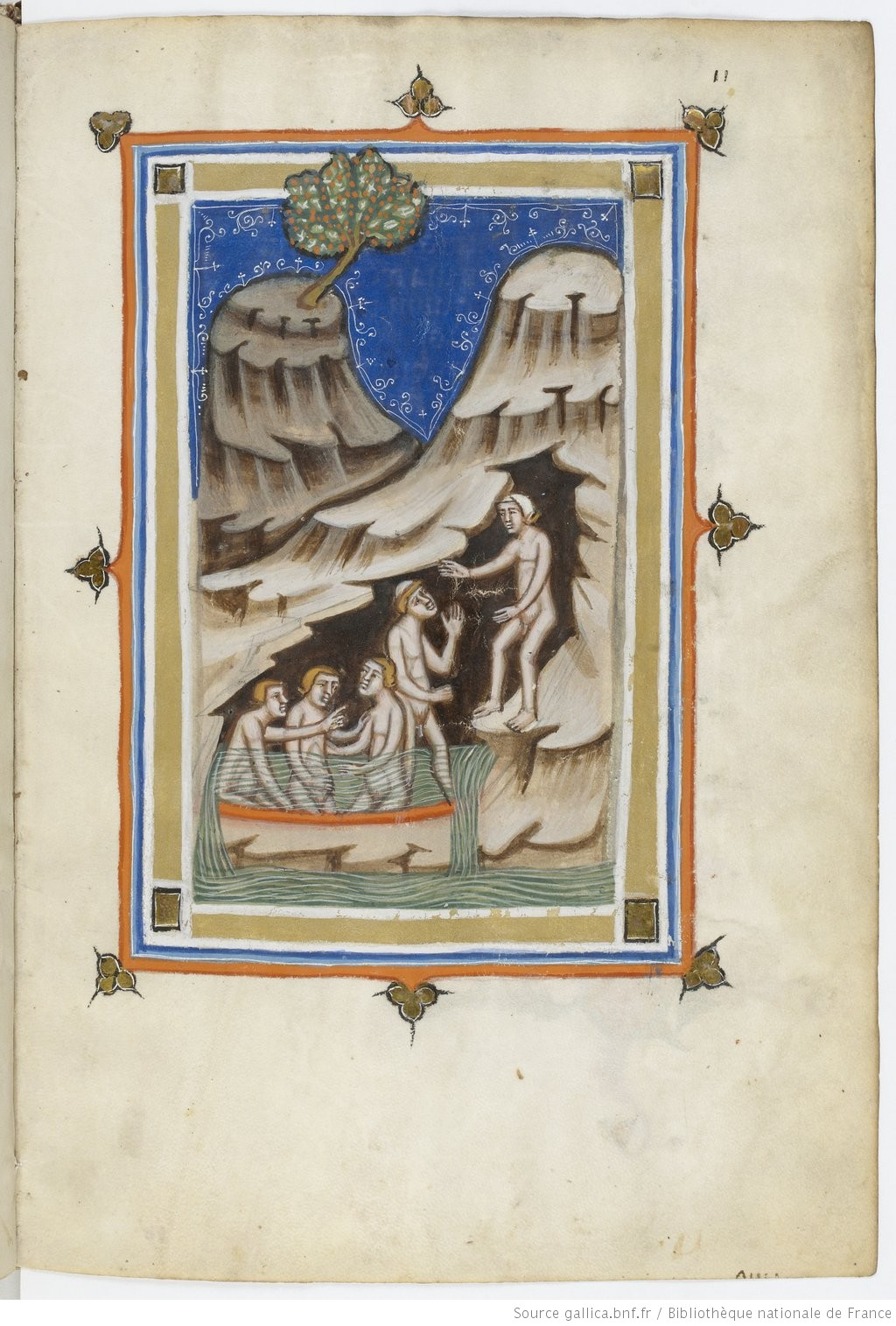
Manuscrit de Paris, BnF, Latin 8161, fo 11r.
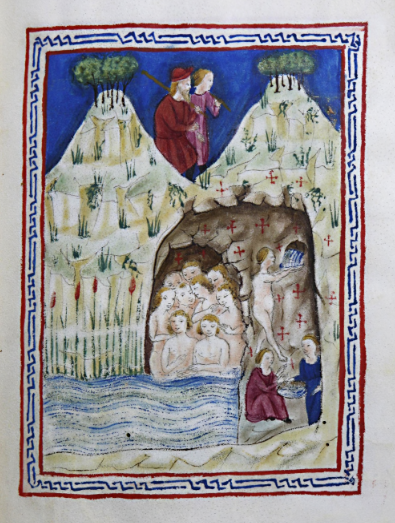
Manuscrit de Valence, MS. 838 fo 4v.
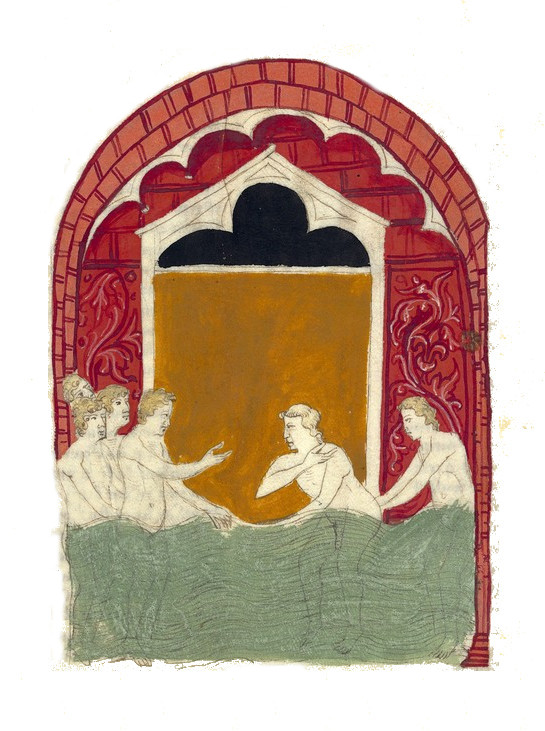
Manuscrit, BnF français 1313 fo 34r

Parmi les autres manuscrits comportant ce texte, on peut distinguer :
- un exemplaire daté vers 1350, avec 23 miniatures, à la Bibliothèque nationale de France, Lat.8161[6]
- un exemplaire daté vers 1350, avec miniatures, à la Bibliothèque apostolique vaticane, Ross.379[7]
- un exemplaire daté vers 1350-1370, avec 23 miniatures, à la Fondation Martin Bodmer, Cod.135[8]
- un exemplaire traduit en français par Richart Eudes pour Louis II d'Anjou vers 1392, enluminé, BnF, Fr.1313[9]
- un exemplaire daté vers 1400, avec 31 miniatures, à la Morgan Library and Museum, Ms.G74[10]
- un exemplaire daté de 1471, avec 23 miniatures en pleine page peintes par Cola Rapicano, Bibliothèque Ambrosienne, Milan, Ms I.6.inf
- un exemplaire daté avant 1494, avec 35 miniatures, à la bibliothèque historique de l'université de Valence, Ms.838[11]

#### Éditions fac-similé
- Angela Daneu Lattanzi, Nomina et virtutes balneorum seu de balneis Puteolorum et Baiarum, codice Angelico 1474. 2 vols., Rome 1962.
- Pietro Migliorini (éd.), De balneis Puteolanis., 2 vols., (Fontes Ambrosiani, vol. 77), Milan 1987.

#### Études
- (it) Silvana Barbati, Le Terme Puteolane e Salerno nei codici miniati di Pietro da Eboli. Luoghi ed immagini a confronto. Naples 1995,  (ISBN 88-85346-22-7).
- (en) Raymond J. Clark, « Peter of Eboli, „De balneis puteolanis“. Manuscripts from the Aragonese scriptorium in Naples », dans Traditio. 45 (1989/1990),  (ISSN 0362-1529), p. 380–389.
- (en) Claus Michael Kauffmann, The Baths of Pozzuoli. A Study of the Medieval Illuminations of Peter of Eboli's Poem. Bruno Cassirer, Oxford 1959.
- (it) Silvia Maddalo, Il De balneis Puteolanis di Pietro da Eboli. Realtà e simbolo nella tradizione figurata. (Studi e testi, Biblioteca Apostolica Vaticana, Bd. 414.) Vatikan-Stadt 2003,  (ISBN 88-210-0754-5).
- (en) Michael Hanly, « An Edition of Richart Auede's French Translation of Pietro Da Eboli's De Balneis Puteolanis », Traditio, no 51,‎ 1996, p. 225–255 (DOI 10.1017/S0362152900013428, JSTOR 27831935).
- Benoît Grévin, « Autour des Bains de Pouzzoles de Pierre d’Eboli (circa 1212 ?). Une note de travail », Mélanges de l’École française de Rome - Moyen Âge, 125-2, 2013, DOI 10.4000/mefrm.1552.